# Halcyon Days
Halcyon Days è la prima riedizione del secondo album in studio della cantante britannica Ellie Goulding, pubblicato il 23 agosto 2013 dalla Polydor Records.

## Il disco
La ristampa dell'album Halcyon è stata pubblicata il 23 agosto 2013, anch'essa, così come l'edizione originaria, dalla Polydor Records. Già nel 2012, Ellie aveva comunicato di esser intenzionata a ripubblicare il disco con l'aggiunta di nuovi brani che si concentrassero sulla musica elettronica. Per la ristampa la cantante ha registrato dieci nuovi brani e ha lavorato con svariati produttori, tra cui Ryan Tedder, Calvin Harris e Greg Kurstin, per creare il suono desiderato. Il team ha creato un album synth pop influenzato dalle musicalità indie pop, dream pop, alternative dance e dispone di testi positivi in contrasto con le versioni precedenti.
In seguito alla pubblicazione, la ristampa è stata accolta con recensioni positive dalla maggior parte della critica specializzata, che hanno elogiato l'espansione musicale dell'album, la sua produzione e il più felice contenuto lirico. Commercialmente la ristampa è stata un successo e ha contribuito a riclassificare l'album originale. Il primo singolo estratto dall'album ristampato, Burn, è uscito il 5 luglio 2013, diventando il primo singolo della cantante a classificarsi alla prima posizione della Official Singles Chart.

## Tracce
1. Don't Say a Word – 4:07
2. My Blood – 3:54
3. Anything Could Happen – 4:46
4. Only You – 3:50
5. Halcyon – 3:24
6. Figure 8 – 4:07
7. JOY – 3:13
8. Hanging On – 3:21
9. Explosions – 4:03
10. I Know You Care – 3:26
11. Atlantis – 3:52
12. Dead in the Water – 4:43
13. Lights (single version) – 3:30
14. I Need Your Love (Calvin Harris feat. Ellie Goulding) – 3:54
15. Burn – 3:51
16. Goodness Gracious – 3:46
17. You My Everything – 3:29
18. Hearts Without Chains – 3:45
19. Stay Awake (con Madeon) – 3:26
20. Under Control – 4:06
21. Flashlight (con DJ Fresh) – 3:33
22. How Long Will I Love You – 2:59 – bonus track

### Deluxe Edition

#### CD1
1. Don't Say a Word – 4:07
2. My Blood – 3:54
3. Anything Could Happen – 4:46
4. Only You – 3:50
5. Halcyon – 3:24
6. Figure 8 – 4:07
7. JOY – 3:13
8. Hanging On – 3:21
9. Explosions – 4:03
10. I Know You Care – 3:26
11. Atlantis – 3:52
12. Dead in the Water – 4:43
13. I Need Your Love (Calvin Harris feat. Ellie Goulding) – 3:54
14. Ritual – 3:50
15. In My City – 3:20
16. Without Your Love – 4:19
17. Hanging On (feat. Tinie Tempah) – 4:15
18. Lights (single version) – 3:30

Durata totale: 69:54

#### CD2
1. Burn – 3:51
2. Goodness Gracious – 3:46
3. You My Everything – 3:29
4. Hearts Without Chains – 3:45
5. Stay Awake (con Madeon) – 3:26
6. Under Control – 4:06
7. Flashlight (con DJ Fresh) – 3:33
8. How Long Will I Love You – 2:59 – bonus track
9. Tessellate – 3:56
10. Midas Touch (Ellie Goulding × Burns) – 3:45

Durata totale: 36:36

### Ristampa del 2014
1. Don't Say a Word – 4:07
2. My Blood – 3:54
3. Anything Could Happen – 4:46
4. Only You – 3:50
5. Halcyon – 3:24
6. Figure 8 – 4:07
7. JOY – 3:13
8. Hanging On – 3:21
9. Explosions – 4:03
10. I Know You Care – 3:26
11. Atlantis – 3:52
12. Dead in the Water – 4:43
13. Beating Heart – 3:32
14. Lights – 3:30
15. Burn – 3:51
16. Goodness Gracious – 3:46
17. You My Everything – 3:29
18. Hearts Without Chains – 3:45
19. Stay Awake (con Madeon) – 3:26
20. Under Control – 4:06
21. How Long Will I Love You – 2:59
22. Tessellate – 3:56

Durata totale: 83:06

## Halcyon Nights
Halcyon Nights è la seconda riedizione del secondo album in studio della cantante britannica Ellie Goulding, pubblicato il 12 ottobre dalla Polydor Records in occasione del decimo anniversario della pubblicazione di Halcyon.

### Tracce

#### CD1
1. Don't Say a Word – 4:07
2. My Blood – 3:54
3. Anything Could Happen – 4:46
4. Only You – 3:50
5. Halcyon – 3:24
6. Figure 8 – 4:07
7. JOY – 3:13
8. Hanging On – 3:21
9. Explosions – 4:03
10. I Know You Care – 3:26
11. Atlantis – 3:52
12. Dead in the Water – 4:43
13. I Need Your Love (Calvin Harris feat. Ellie Goulding) – 3:54

Durata totale: 50:40

#### CD2
1. Burn – 3:51
2. Goodness Gracious – 3:46
3. You My Everything – 3:29
4. Hearts Without Chains – 3:45
5. Stay Awake (con Madeon) – 3:26
6. Under Control – 4:06
7. How Long Will I Love You – 2:59
8. Tessellate – 3:56
9. Ritual – 3:50
10. In My City – 3:20
11. Without Your Love – 4:19
12. Hanging On (feat. Tinie Tempah) – 4:15
13. Midas Touch (Ellie Goulding × Burns) – 3:45
14. Flashlight (con DJ Fresh) – 3:33
15. The Ending
16. Beating Heart (da Divergent) – 3:32
17. Mirror (da Hunger Games: La ragazza di fuoco) – 4:21
18. Bittersweet (da The Twilight Saga: Breaking Dawn - Parte 2) – 3:56

Durata totale: 64:09